# Ragnar Kumlin
Ragnar Kumlin, född 4 april 1897 i Kärnbo socken i Södermanland, död 22 januari 1979 i Lausanne i Schweiz, var en svensk diplomat. Han var son till lantbrukaren och politikern Wilhelm Kumlin, far till ambassadören Krister Kumlin, farfar till diplomaten Mikaela Kumlin Granit och till fotomodellen Kristina Kumlin och morbror till diplomaten Carl-George, slottsfogden och historikern John och psykoanalytikern Clarence Crafoord. Dottern Filippa var gift första gången med Arne Naess jr.

## Biografi
Kumlin studerade språk och avlade en fil.lic.-examen i engelska vid Uppsala universitet. Han kompletterade denna med en jur.kand.-examen 1923 och studerade då bland annat för Östen Undén som senare blev utrikesminister och Kumlins högsta chef. Samma år antogs Kumlin som attaché vid utrikesdepartementet och tjänstgjorde under de kommande åren vid en rad svenska beskickningar: Oslo, Köpenhamn, Berlin, London, Bern, Wien, Budapest, Paris, Shanghai, San Francisco, Tallinn och Prag. Han utsågs till chargé d'affaires 1932, förste sekreterare 1935 och byråchef 1938. Åren 1939-40 var han på UD:s handelsavdelning under utrikesrådet Gunnar Hägglöf. [källa behövs]
År 1940 begärde han förflyttning till UD:s politiska avdelning och blev där biträdande chef under utrikesrådet Staffan Söderblom. Söderblom och Kumlin utvecklade en nära arbetsrelation, vilket framgår i en passus i Sven Grafströms dagbokanteckningar; "den i Söderbloms rum alltid närvarande Kumlin". Hans huvuduppgift var att ägna sig åt de tysk-svenska relationerna under andra världskriget samt att analysera Tysklands militära avsikter och styrka. Inför operation Barbarossa framhöll Kumlin att det var såväl ett svenskt som finskt intresse att den sovjetiska krigsmakten besegrades och detta i synnerhet "om man anser att det var ett svenskt intresse att Tyskland militärt krossas eller avsevärt försvagas i stormaktskonflikten". I en omtalad promemoria daterad den 12 mars 1942, flera månader innan slaget vid Stalingrad inletts, gjorde Kumlin bedömningen att Tyskland aldrig skulle kunna besegra Sovjetunionen, tvärtom menade han att Tyskland skulle besegras och, till skillnad från krigsslutet efter första världskriget, hamna under utländsk ockupation. I en annan promemoria daterad den 15 oktober 1943 förutspådde han det kalla kriget och att Sovjet skulle bli den dominerande makten vid Östersjön. Efter kriget kritiserades i synnerhet utrikesminister Christian Günther och utrikesrådet Staffan Söderblom, men även Kumlin, för den förda utrikespolitiken gentemot Hitlers Tyskland. Den nyutnämnda utrikesministern Östen Undén hade under kriget stått utanför samlingsregeringen och från sin post som ordförande i riksdagens utrikesutskott vid flera tillfällen kritiserat eftergiftspolitiken. Dessutom hade Kumlin en sedan tidigare kylig relation till den nyutnämnda kabinettssekreteraren Karl Ivan Westman. Det faktum att han inte fick de tjänster han sökte föranledde honom att fråga utrikesministern om han hade dennes förtroende. Undén svarade, enligt egna dagboksanteckningar, att Kumlin hade hans förtroende, men att han "liksom andra på den politiska avdelningen under kriget...varit alltför efterlåtna mot tyskarna".
Kumlin utsågs 1944 till envoyé i Rio de Janeiro, Brasiliens dåvarande huvudstad. Åren 1948–1950 var han stationerad på UD i Stockholm. Därefter utsågs han till Sveriges representant vid den Allierade höga kommissionen i Förbundsrepubliken Tyskland. I samband med att Västtyskland fick viss utrikespolitisk självständighet 1951 (full självständighet uppnåddes 1955) utnämndes Kumlin till envoyé. Hans diplomatiska karriär kröntes med utnämnandet till ambassadör i Paris, vilket han var från 1956 till sin pensionering 1965. Han var bosatt i Paris fram till sin död 1979.

## Utmärkelser
- Kommendör med stora korset av Nordstjärneorden, 6 juni 1956.[1]